# Erwin Wegner
Erwin Wegner (Alemania, 5 de abril de 1909-16 de febrero de 1945) fue un atleta alemán especializado en la prueba de 110 m vallas, en la que consiguió ser subcampeón europeo en 1938.

## Carrera deportiva
En el Campeonato Europeo de Atletismo de 1934 ganó la medalla de plata en los 110 m vallas, llegando a meta en un tiempo de 14.9 segundos, tras el húngaro József Kovács (oro con 14.8 segundos) y por delante del noruego Holger Albrechtsen (bronce con 15.0 segundos).